# Cerco de Cirta
O Cerco de Cirta, de 112 a.C., foi um cerco das forças de Jugurta, rei da Numídia Ocidental, à capital de seu meio-irmão Aderbal, rei da Numídia Oridental. Em sua ambição de unificar o Reino da Numídia novamente, Jugurta ignorou as promessas feitas aos embaixadores romanos que tentavam mediar o conflito e atacou Cirta. Quando os habitantes perceberam que os romanos não conseguiriam demover Jugurta de seu intento, se renderam com a promessa de que teriam suas vidas poupadas. Porém, Jugurta executou todos os defensores, incluindo Aderbal e diversos italianos que estavam na cidade, o que enfureceu o Senado Romano. No ano seguinte, os romanos declararam guerra, iniciando a Guerra de Jugurta.